# Filippo Bertone
Filippo Bertone, né le 15 janvier 1997 à Savone,, est un coureur cycliste italien.

## Biographie
Filippo Bertone est originaire de Savone, une commune située en Ligurie. Il commence le cyclisme vers l'âge de sept ans (G1) à l'UC Alassio, après s'être essayé au football.
En 2016, il termine dixième du championnat d'Italie sur route espoirs (moins de 23 ans). Deux ans plus tard, il se distingue chez les amateurs italiens en obtenant une victoire et divers podiums. Il intègre ensuite la formation Iseo Serrature-Rime-Carnovali, qui devient une équipe continentale en 2019. 
En septembre 2020, il participe au Tour des Apennins avec une sélection nationale italienne.

## Palmarès
- 2018
  - Coppa del Mobilio
  - 2e du Trophée Lampre
  - 2e de la Coppa Messapica
  - 2e de la Coppa Città di Bozzolo
  - 3e du Trofeo Viguzzolo
- 2019
  - Trofeo Sportivi di Briga
  - 2e de la Coppa d'Inverno
- 2020
  - 2e de la Coppa San Geo

## Classements mondiaux
| Année           | 2019   |
| --------------- | ------ |
| UCI Europe Tour | 2 001e |